# Arie van der Pluym
Arie van der Pluym (Vlaardingen, 1906 - Francorchamps (België), 15 juli 1934) was een Nederlandse motorcoureur en tevens de eerste Nederlandse fabriekscoureur.

## Jeugd
Arie van der Pluym werd in 1906 in Vlaardingen geboren, maar groeide op in Delfshaven. Zijn moeder had een café aan de Mathenesserdijk. Hij werkte al jong in een autoherstelwerkplaats, waar hij ook sleutelde aan de FN motorfiets van een collega. Toen hij vijftien jaar oud was kocht hij een Harley-Davidson in onderdelen die hij zelf opbouwde. Nog voordat hij een rijbewijs had moest hij een niet lopende Omega bij een klant ophalen. Zijn baas ging ervan uit dat hij dat te voet zou doen, maar Van der Pluym kreeg de machine aan het lopen en beleefde, achtervolgd door de politie, zijn eerste valpartij. Omdat hij de schade zelf kon herstellen heeft zijn baas dit nooit geweten. Toen hij een rijbewijs had kocht hij opnieuw een Harley-Davidson, maar toen de bekeuringen binnen gingen stromen verkocht zijn moeder de machine voor 75 gulden.

## Racecarrière

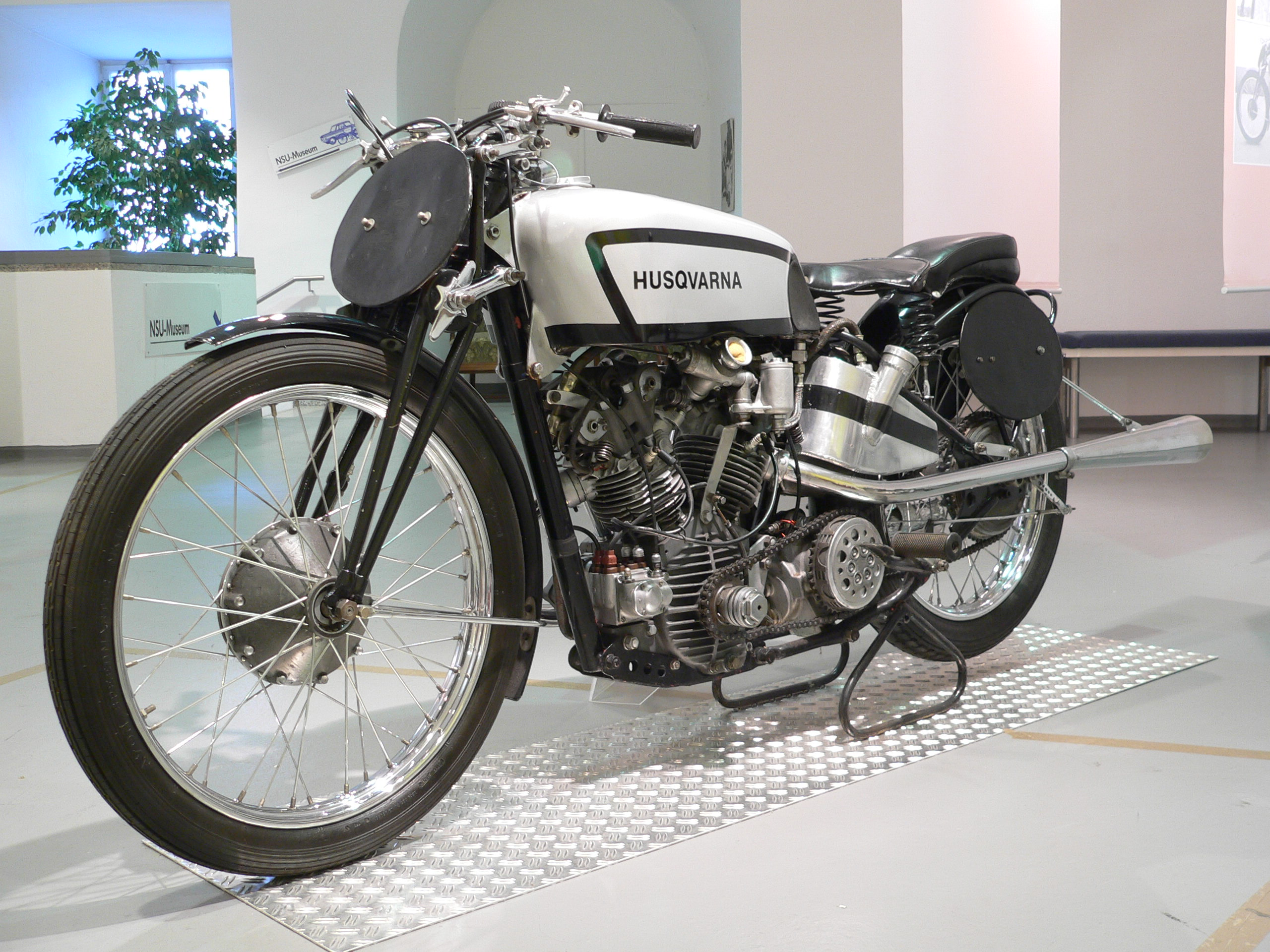
Husqvarna 500 cc

Van der Pluym reed zijn eerste race in 1927 in Haamstede, waar hij met spiegelgladde banden derde werd. Daarna kocht hij een Norton Dirt Track Model, waarmee hij zowel grasbaanraces als wegraces reed. Binnen drie jaar won hij vijftig prijzen. In 1929 nam hij deel aan de TT van Assen, maar hij vloog in de eerste bocht al van de baan. In 1930 gebruikte hij bij de TT een zelf opgevoerde standaard Sunbeam, waarmee hij door een loszittende olietank en daardoor een gebroken olieleiding uitviel. Via Piet van Wijngaarden kwam hij in contact met de Nederlandse importeur van Husqvarna. Die regelde een fabrieksracer voor hem, waarmee ook de Zweden Sunquist en Kalen uitkwamen. Zo werd hij de eerste Nederlandse fabriekscoureur. Van der Pluym werd er derde mee. Zijn successen voor Husqvarna brachten hem niet alleen bekendheid in Nederland, maar ook in Zweden. Daar werd vanaf 1990 gestreden om de "Arie van der Pluym-Cup".

## Overlijden
In 1934 verongelukte Van der Pluym tijdens de Belgische Grand Prix in Francorchamps. In tegenstelling tot Assen waren de coureurs daar niet verzekerd, waardoor zijn weduwe en zoontje onverzorgd zouden achterblijven. De Koninklijke Nederlandse Motorrijders Vereniging stichtte daarop het "Arie van der Pluym Fonds", waaraan de TT organisatie, de dagbladpers, alle oliemaatschappijen en Husqvarna deelnamen. Bovendien drong de KNMV er bij de overkoepelende Fédération Internationale des Clubs Motocyclistes op aan aan alle internationale wedstrijden te verplichten de rijders te verzekeren. Omdat in 1934 ook Demeuter en Noir (en daarmee de eerste drie van de Asser TT) verongelukten, besloot de FICM veiligheidsmaatregelen af te kondigen; de circuits moesten over de volle lengte minsten vijf meter breed zijn en opgehoogde bochten moesten uitloopstroken krijgen. Deze regels traden in 1936 in werking.
Arie van der Pluym werd op 19 juli 1934 begraven op de begraafplaats Crooswijk in Rotterdam.

## Trivia
De bijnaam van Arie van der Pluym was "De Rotterdamse Meteoor".